# Хальмг үнн

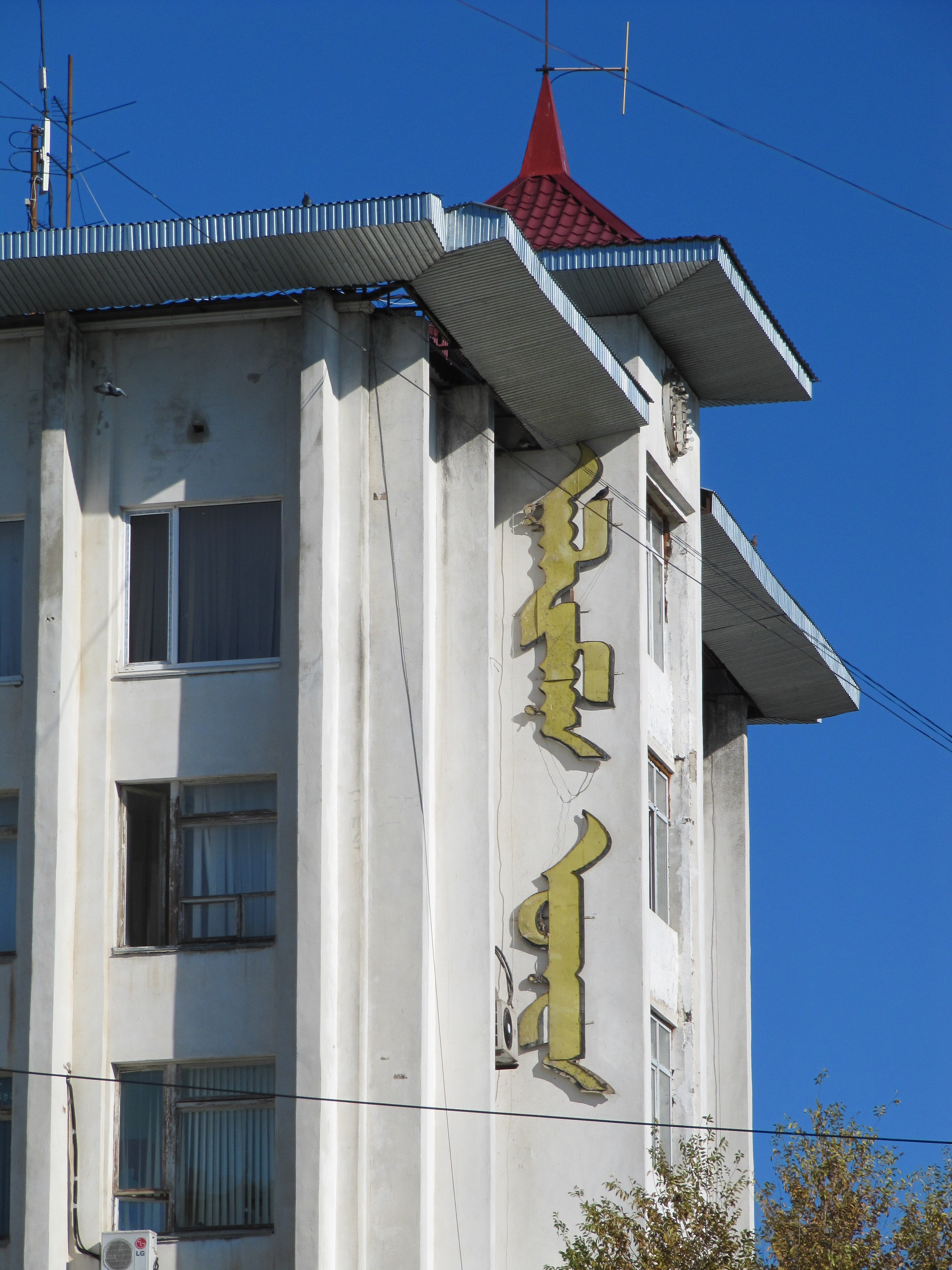
Название газеты Хальмг үнн написанное на тодо-бичиг на здании Дома печати в Элисте

Хальмг үнн (Калмыцкая правда) — республиканская общественно-политическая газета на калмыцком и русском языках, издающаяся в Элисте, Калмыкии. Газета освещает общественно-политические события, происходящие в Калмыкии, а также публикует материалы по культуре и языку калмыков.
По данным 2009 года газета выходит 1 раз в неделю тиражом 12 тыс. экземпляров (в 1976 — 7 тыс. экзмепляров).

## История
Газета основана в 1920 году под названием «Улан хальмг» (Красный калмык), в 1926 переименована в «Таңгчин зҫңг/Тангчин зянггә/Taꞑhçin zәꞑ» (Областные известия). Название неоднократно менялось. В связи с депортацией калмыков в 1943—1956 годах не издавалась. Возобновлена в 1957 году под современным[когда?] названием. В 1970 награждена орденом «Знак Почёта».
На сегодняшний день[когда?] редакция входит в состав медиа-холдинга РИА «Калмыкия».

## Сотрудники

### Главные редакторы
С 4 февраля 2020 года должность главного редактора занимает Евгений Бембеев.
- 1967—1983 — Джамбинов, Ярослав Сайкович
- 1983 - 1998 - Альдаев Александр Бурхаевич